# Stenocarpidium
Stenocarpidium là một chi rêu trong họ Stereophyllaceae.